# Senza veli (film)
Senza veli è un film di co-produzione italiana e tedesca di genere sentimentale del 1952, diretto da Carmine Gallone e Arthur Maria Rabenalt.

## Trama
Gino Massa, uno studente napoletano, viene scritturato per una compagnia di rivista, di passaggio in città, per la sua bella voce. Durante una tournée in Germania Ovest, si innamora della soubrette Jeannette, Il tradimento di Jeannette e un furto dal quale Edith lo scagiona lo rimetteranno sulla giusta strada. Il tradimento di Jeannette, un furto dal cui sospetto lo libera Edith, lo porteranno sulla giusta strada. Jeannette troverà un nuovo corteggiatore, mentre Edith e Gino si sposeranno.

## Produzione
Il film è ascrivibile al filone dei melodrammi sentimentali, comunemente detto strappalacrime, allora molto in voga tra il pubblico italiano (in seguito ribattezzato dalla critica con il termine neorealismo d'appendice).
Frutto di una co-produzione tra Italia e l'allora Germania Ovest, venne girato per gli interni negli studi romani di Cinecittà e nei Bavaria Studios di Monaco di Baviera e per esterni tra Napoli e Pompei; fu iscritto al Pubblico registro cinematografico con il n. 1.178, ed ottenne il visto censura n. 13.647 del 4 febbraio 1953.
Per Carmine Gallone si trattò della prima pellicola realizzata a colori, con la tecnica del Gevacolor.

## Distribuzione
La pellicola venne distribuita nel circuito cinematografico italiano il 18 febbraio del 1953.
Prima che in Italia, il film venne distribuito in Germania Ovest, paese co-produttore, con il titolo Wir tanzen auf regenbogen, a partire dal 25 dicembre del 1952.
Il film venne distribuito anche nei mercati anglofoni con il titolo We're Dancing on the Rainbow (Danziamo sull'arcobaleno ovvero la traduzione letterale del titolo tedesco della pellicola).

## Accoglienza
Il film ebbe un incasso di 130.000.000 di lire dell'epoca.